# Гаджиев, Махач Гаджиевич
Маха́ч Гаджи́евич Гаджи́ев (род. 18 октября 1987, Кизилюрт, Дагестанская АССР) — российский футболист, полузащитник.

## Биография
С детства сирота. Является племянником политика Гаджи Махачева, не является родственником тренера Гаджи Гаджиева.
В «Крылья Советов» перешёл в межсезонье-2005 из клуба «Спартак» (Москва), в котором выступал за дублирующий состав.
В межсезонье-2007 перешёл в «Сатурн». 28 октября 2007 дебютировал за подмосковный клуб в игре 28-го тура чемпионата с московским «Спартаком» (0:0). Следующий матч в составе раменчан он провёл почти через год, 6 августа 2008, в Кубке России против нижегородской «Волги» (1:1; 3:4 пен.), в той игре он забил гол. Сыграв всего две игры за два года в составе «Сатурна», Гаджиев покинул команду и перешёл в «Рубин», где в сезоне-2009 провёл лишь одну игру за основной состав и три — за дубль. 14 августа 2009 года покинул «Рубин» и вернулся в «Сатурн».
Зимой 2011 года перешёл в махачкалинский «Анжи». Первый гол за новый клуб забил 30 июля 2011 года в ворота казанского «Рубина», «Анжи» выиграл со счётом 3:0.
В сентябре 2012 года подписал контракт с симферопольской «Таврией» по схеме 1+2. 30 марта 2013 года забил дебютный гол на 94 минуте в ворота киевского «Арсенала». После окончания сезона 2012/13 покинул клуб.
В январе 2014 года расторг контракт с пермским «Амкаром» по обоюдному согласию. И уже 3 февраля 2014 года подписал контракт с «Анжи» до конца сезона.
Имеет опыт выступления за юношескую сборную России. 15 мая 2007 года получил приглашение в молодёжную сборную России.

## Личная жизнь
Женат, в январе 2011 года родилась дочь, в феврале 2012 года — сын.
17 ноября 2017 года был осуждён Кизилюртовским городским судом на 2 года лишения свободы условно за совершение мошеннических действий.